# شارك (فلم)

## موضوع الفيلم
قررت المخرجة ساندرا نشأت الحشد للمشاركة في استفتاء دستور مصر 2013/2014 بفيلمها القصير والوثائقي «شارك» والبعض أطلق عليه اسم «خليك فاكر» نظرا للجمله المتكوبة في نهاية الفيلم -خليك فاكر- التي تقصد بها معنيان هما خليك فاكر المشاركة باستفتاء الدستور وأيضا خليك فاكر مصر جميلة، وهو فيلم الذي جمعت فيه حشداً من المصريين في جميع المحافظات، وقررت بخطوة جريئة أن توضح رأى الشارع والبسطاء من جميع المحافظات في هذا الدستور بفيلم عرضته أغلب القنوات الفضائية وحظى بنسبة مشاهدة كبيرة لأنه وصف المصريين البسطاء بعيداً عن المشاهير ووسائل الإعلام.
وقالت ساندرا عن تلك التجربة: كنا في حاجة لمعرفة لماذا يقول الناس نعم للدستور، خاصة أنها المرة الأولى التي نرى الجميع يحشدون لهذا الدستور، فبجانب قراءتى لمواد الدستور، كنت أتمنى أن أعرف هل البسطاء والبعيدون عن وسائل الإعلام يعلمون ما هو الدستور ولماذا هو الوسيلة الأقرب للاستقرار، ولذلك سافرنا إلى بورسعيد وأهالي النوبة والإسكندرية ومحافظات الصعيد المختلفة وطنطا والمحلة.
وأضافت ساندرا: اخترنا أصواتاً مصرية أصيلة مثل سيد درويش وهدى سلطان وأحمد عدوية ومحمد طه، ووجدت قبولاً من الجمهور غير عادى للدستور، وحاولت أن أظهر كافة الآراء والنسبة التي أظهرتها في الفيلم لم تكن من أجل الحشد للدستور لكنها تعبير عن رأى الشارع وها هو صوت واحد لشرعية مرسى مقابل المئات للدستور ولاستقرار مصر والاعتراف بجماعة الإخوان المسلمين إرهابية.
| وصله خارجية                                        |
| -------------------------------------------------- |
| وصله للفيلم على اليوتيوب " فيلم شارك " - وصله اخرى |